# Les Survivants (livre de Piers Paul Read)
Cet article concerne le roman de Piers Paul Read (en). Pour le roman de Robert Muchamore, voir Les Survivants.
Pour les articles homonymes, voir Les Survivants.
Les Survivants (titre original : Alive : The Story of the Andes) est un livre documentaire paru en 1974 et écrit par le britannique Piers Paul Read (en) sur le crash du vol Fuerza Aérea Uruguaya 571.

## Résumé
Vendredi 13 octobre 1972, le vol Fuerza Aérea Uruguaya 571 (un Fairchild militaire affrété pour l'occasion) transporte une équipe de rugby uruguayenne, les Old Christians, avec leurs familles et leurs amis, en direction du Chili pour une tournée de matchs de rugby. À la suite d'une erreur de navigation, l'avion heurte une montagne au beau milieu de la Cordillère des Andes, perd sa queue et ses ailes, et s'écrase à plus de 3 600 mètres d'altitude. L'avion étant blanc, il est impossible aux secours de le distinguer dans la neige. 
Une épopée tragique et extraordinaire commence pour les survivants qui, affamés, finiront par se nourrir du corps des défunts pour assurer leur survie. Le livre raconte leur quotidien, leur organisation, leur moral et leurs peines. Il décrit franchement les conditions effroyables de leur existence et ne cache aucun détail morbide (déconseillé aux âmes sensibles). Une avalanche envahit la cabine et tue encore huit d'entre eux. Désespérant d'obtenir des secours, ils organisent eux-mêmes plusieurs expéditions à travers les montagnes, mais ne sachant où se diriger, elles échouent rapidement. L'une d'elles, cependant, découvre la queue de l'appareil contenant leurs bagages et de précieux accumulateurs, mais leurs tentatives pour alimenter la radio du bord resteront vaines.
Les parents des disparus, de leur côté, font tous leurs efforts pour activer les secours. Ils font notamment appel à un célèbre médium hollandais, mais les renseignements fournis sont insuffisants et les lancent sur une fausse piste.
Finalement, Fernando Parrado et Roberto Canessa, après 9 jours de marche en direction de l'ouest,  dans le froid et la faim, finissent par atteindre les secours dans une petite vallée sur le versant chilien de la Cordillère. C'est « le miracle de Noël » en cette année 1972, le monde découvre stupéfait 16 survivants décharnés alors qu'ils étaient portés disparus depuis près de 2 mois et demi. Un début de scandale médiatique aura lieu lorsque la nouvelle du cannibalisme forcé des survivants sortira quelques jours plus tard.

## Adaptations
Le livre a connu deux adaptations :
- Les Survivants, film américain réalisé par Frank Marshall sorti en 1993
- Le Cercle des neiges, film hispano-urugayen réalisé par Juan Antonio Bayona, sorti en 2023